# Imagem de campo escuro anular
Imagem de campo escuro anular é um método de mapear amostras e, um microscópio eletrônico de varredura por transmissão. Estas imagens são formadas por coletar-se elétrons dispersos com um detector de campo escuro anular.
Na imagem de campo escuro tradicional, uma abertura de objetiva é colocada no plano de difração de modo a coletar somente os elétrons em dispersão através da abertura, evitando o feixe principal.
Um detector de campo escuro anular coleta elétrons de um anel em torno do feixe, amostragem de elétrons muito mais dispersos do que pode passar através de uma abertura de objetiva. Isso dá uma vantagem em termos de eficiência de coleta de sinal e permite que o feixe principal passe para um detector de espectroscopia de perda de energia de elétrons, permitindo que ambos os tipos de medição sejam realizadas simultaneamente.
Uma imagem de campo escuro anular formada apenas por ângulos muito elevados, os elétrons dispersos incoerentemente - ao contrário de elétrons dispersos pela difração de Bragg - é altamente sensível a variações no número atômico dos átomos da amostra (imagens de contraste Z). Esta técnica também é conhecida como imagem de campo escuro de alto ângulo (HAADF high-angle annular dark-field imaging).